# Космически скафандър
Космическият скафандър е херметичен защитен костюм за космонавти, който им осигурява жизнените функции (особено дишането), осигурявайки надналягане в него. Осигурява необходимия кислород за дишане на космонавта за определен период на време.

## Предназначение
Използването на космическия скафандър става при следните случаи:
- Спасителни костюми: Използват се от космическия екипаж в космическия кораб по време на опасни маневри, старта на кораба, скачване с друг космически обект, по време на приземяване, както и загуба на кислород в космическия кораб. Целта е основно да се осигури необходимото количество кислород за живота на космонавтите.
- Космически скафандри за работа извън космическият кораб. Те трябва да разполагат освен с мобилно захранващо устройство с кислород и със специални изолиращи функции като защитни слоеве срещу микрометеорити и климатична система за поддържане на температурата на човешкото тяло.

## Изисквания
Космическият скафандър трябва да осигурява редица функции за да осигури сигурност и удобство при работата му в и извън космическия кораб.
- Стабилно вътрешно налягане. То може да бъде по-ниско от налягането на земната атмосфера, тъй като няма нужда в скафандъра да се съдържа азот, който в земната атмосфера е около 78 % от въздуха и не се използва в организма на човека. По-ниското налягане позволява по-голяма подвижност, но изисква космонавтите да дишат чист кислород преди да преминат при това ниско налягане, за да се избегне декомпресионната болест.
- Мобилност и лекота на движението се постига с внимателен подбор на връзките на костюма.
- Подаване на кислород за вдишване и отстраняване на въглеродният диоксид от издишването. Тези два газа се подават и извеждат към космическия кораб или от портативна система за поддържане на живота.(на английски: Portable Life Support System (PLSS))
- Регулиране на температурата. За разлика от земята, където топлината може да се отнема от човешкото тяло посредством конвекция към атмосферата, в космоса топлината може да се отдели само чрез топлинна радиация или топлопроводимостта на обекта чрез физически контакт с външната среда или скафандъра. Тъй като температурата на външната страна на скафандъра варира в големи граници от сенчестата и слънчевата си страна, той трябва да е изолиран добре, за да се поддържа нормално ниво на температурата в него.
- Комуникационна система чрез външна електрическа връзка с космическия кораб или PLSS
- Връзки за събиране и съхранение на твърдите и течните отпадни материали от тялото на космонавта като например (на английски: Maximum Absorbency Garment)
- Предпазен визьор, който да осигурява добра видимост и защита на очите от слънцето, тъй като във вакуум опасните UV лъчи са доста по-интензивни.

## История
Първите образци на космическите скафандри са били създадени в края на 1950-те г. в СССР от специалистите на НПП „Звезда“. Те разработват следните видове:
- СК-1 – аварийно спасителен скафандър използван от космонавтите на корабите Восток. Представлява мек скафандър с несвалящ се шлем. Осигуряват животообезпечаване в продължение на пет часа.
- Беркут – предназначен за осигуряване на безопасно излизане на човек в открития космос. С него е осъществено първото излизане в открития космос от Алексей Леонов.
- Ястреб – разработен за осъществяване на външнокорабни действия от екипажите на ранните модификации на космическия кораб Союз и предполагаемият полет до Луната. Леонов е бил един от консултантите при създаването на новия скафандър. Система за животообезпечаване на новия скафандър „Ястреб“ се е намирала в метален контейнер, който за облекчаване на преминаването през тесния люк на кораба „Союз“, е можел да се монтира или на гърдите или на крака. Скафандърът „Ястреб“ е изготвен и изпитан през 1967 година. Единственото използване на скафандъра е по време на полета на корабите „Союз-4“ и „Союз-5“ през януари 1969 година, когато космонавтите Евгений Хрунов и Алексей Елисеев преминават от кораба „Союз-5“ в кораба „Союз-4“ през открития космос.
- Кречет – полутвърд скафандър за експедиция до Луната. При подготовката за полет до Луната след сравнителен анализ на характеристиките е решено да се разработи полутвърд скафандър с вградена във входния капак животоосигуряваща система. Поради закриване на лунната програма от СССР този скафандър не влиза в употреба. Опита по създаването му обаче става основа за създаването на скафандъра Орлан
- Орлан – полутвърд скафандър за извършване на извънкорабни действия по поддръжка на орбитални станции. Негов модифициран вариант се използва на МКС. Със създаването на дълговременните орбитални станции възниква необходимостта за създаване на универсален скафандър за извънкорабни действия. Съществуващите скафандри „Беркут“ или „Ястреб“ не са имали възможност на напасване и за всеки член на екипажа е било необходимо тяхното изготвяне. При „Орлан“ благодарение на полутвърдата конструкция индивидуални са само ръкавиците, които се доставят с екипажа, докато самите скафандри се намират постоянно на станцията. Първото излизане в открития космос в тези скафандри е извършено от космонавтите Г.И. Гречко и Ю.В. Романенко на станцията „Салют-6“ 20 декември 1977 година.
- Сокол – облекчен скафандър с мек несвалящ се шлем и отварящо се стъкло за аварийно спасяване. Скафандърът се използва при най-опасните за разхерметизиране части от полета: при излитане, стиковане, приземяване. Скафандърът може бързо и самостоятелно да се облече от космонавт в случай на авария. Време на животообезпечаване е 2 часа.

- СК-1 скафандър
- Скафандър Беркут
- Скафандър Ястреб
- Скафандър Кречет
- Скафандър Сокол
- Скафандър Орлан за МКС

### Космически скафандри от САЩ
- Скафандър за Меркюри
- Скафандър за Джемини
- Скафандър за обитаема космическа лаборатория MH-7
- Скафандър за програма Аполо A1C
- Apollo Block II/Скафандър Skylab A7L EVA и лунен скафандър
- Авариен скафандър за Шатъл
- Скафандър за Шатъл
- Launch Entry Suit
- Advance Crew Escape System Pressure Suit
- Скафандър за самостоятелно придвижване в открития космос

### Космически скафандри от Китай
- Космически скафандър Шенджоу
- Космически скафандър Feitian